# Kościół ewangelicki w Godętowie
Kościół ewangelicki w Godętowie – neogotycki kościół, który znajdował się w Godętowie, przy drodze do Rozłazina. Rozebrany w latach 50. XX wieku.

## Historia
Kościół został zbudowany w 1891 roku. Była to budowla jednonawowa, o wymiarach 20 × 11 m. Świątynia miała kwadratową wieżę, przez którą prowadziło wejście do wnętrza. Przy prezbiterium widniało epitafium zawierające nazwiska 14 osób poległych w czasie I wojny światowej. Historia świątyni po II wojnie światowej jest niejasna. Według relacji miejscowej ludności kościół przetrwał wojnę w nienaruszonym stanie i został rozebrany na początku lat 50. XX wieku. Kielich mszalny przekazano do katolickiego poewangelickiego kościoła w Lubowidzu, zaś dzwon do katolickiego kościoła w Rozłazinie.